# Mubadala Silicon Valley Classic 2019
Il Mubadala Silicon Valley Classic 2019 è stato un torneo di tennis giocato sul cemento. È stata la 49ª edizione del Mubadala Silicon Valley Classic, che fa parte della categoria Premier nell'ambito del WTA Tour 2019. Si è giocato al San Jose State University Tennis Center di San Jose, in California, dal 29 luglio al 4 agosto 2019.

## Partecipanti

### Teste di serie
| Nazionalità | Giocatrice           | Ranking* | Testa di serie |
| ----------- | -------------------- | -------- | -------------- |
| Ucraina     | Elina Svitolina      | 7        | 1              |
| Bielorussia | Aryna Sabalenka      | 10       | 2              |
| Belgio      | Elise Mertens        | 20       | 3              |
| Stati Uniti | Amanda Anisimova     | 23       | 4              |
| Croazia     | Donna Vekić          | 26       | 5              |
| Spagna      | Carla Suárez Navarro | 29       | 6              |
| Grecia      | Maria Sakkarī        | 30       | 7              |
| Stati Uniti | Danielle Collins     | 33       | 8              |

* Ranking al 22 luglio 2019.

### Altre partecipanti
Le seguenti giocatrici hanno ricevuto una wild card per il tabellone principale:
- Dar'ja Kasatkina
- Bethanie Mattek-Sands
- Coco Vandeweghe
- Venus Williams

Le seguenti giocatrici sono passate dalle qualificazioni:

- Kristie Ahn
- Tímea Babos
- Mayo Hibi
- Harmony Tan

### Ritiri
Prima del torneo
- Petra Martić → sostituita da  Misaki Doi
- Garbiñe Muguruza → sostituita da  Marie Bouzková
- Jeļena Ostapenko → sostituita da  Heather Watson
- Wang Qiang → sostituita da  Madison Brengle

## Punti e montepremi
| Torneo    | Torneo              | V       | F      | SF     | QF     | 2T     | 1T    | Q  | Q2    | Q1    |
| Singolare | Punti               | 470     | 305    | 185    | 100    | 55     | 1     | 25 | 13    | 1     |
| Singolare | Premi in denaro ($) | 151.070 | 80.500 | 44.000 | 25.150 | 12.575 | 8.245 | 0  | 3.810 | 2.135 |
| Doppio    | Punti               | 470     | 305    | 185    | 100    | –      | 1     | –  | –     | –     |
| Doppio    | Premi in denaro ($) | 42.850  | 22.900 | 12.510 | 6.365  | –      | 3.460 | –  | –     | –     |

## Campionesse

### Singolare
Zheng Saisai ha sconfitto in finale  Aryna Sabalenka con il punteggio di 6–3, 7–6(3).
- È il quarto titolo in carriera per Zheng, il secondo in stagione.

### Doppio
Nicole Melichar /  Květa Peschke hanno sconfitto in finale  Shūko Aoyama /  Ena Shibahara con il punteggio di 6–4, 6–4.